# Via Spluga
Die Via Spluga ist ein Schweizer Kulturwanderweg, der auf dem historischen Alpen-Transitweg von Thusis (720 m) in der Schweiz über den Splügenpass (2114 m) nach Chiavenna (325 m) in Italien führt. Die Via Spluga ist von SchweizMobil als Regionale Route mit der Nr. 50 markiert.

## Geographie
Die Via Spluga passiert die Täler Schams (rätoromanisch Schons), Rheinwald und Val San Giacomo auf einer Länge von 65 km, folgt den Flüssen Hinterrhein und Liro durch die Schluchten Viamala, Roffla und Cardinello.
Der Weg wird normalerweise in vier Tagesetappen zurückgelegt:
- 1. Wandertag: Thusis – Andeer, 15 km, 690 m Aufstieg, 420 m Abstieg, 4 Stunden (Route „Verlorenes Loch“) oder 6 Stunden (Route Ostflanke Traversina: Via Traversina)
- 2. Wandertag: Andeer – Splügen GR, 15 km, 840 m Aufstieg, 360 m Abstieg, 4 ½ Stunden
- 3. Wandertag: Splügen – Isola, 17 km, 770 m Aufstieg, 940 m Abstieg, 6 ½ Stunden
- 4. Wandertag: Isola – Chiavenna, 18 km, 260 m Aufstieg, 1200 m Abstieg, 6 ½ Stunden

In den Etappenorten sind Übernachtungsmöglichkeiten vorhanden.

## Geschichte
Bereits zur Bronzezeit führte auf der Via Spluga ein Saumpfad über die Alpen, wie die Felszeichnungen auf der Carschenna, einer Umgehungsstrecke für die unwegsame Viamala-Schlucht, beweisen.
Die Römer bevorzugten den rechtsseitigen Zugang zur Viamala von Sils im Domleschg über Burg Hohen Rätien und die Kirche St. Albin gegenüber dem linksseitigen von Masein über Rongellen. Sie bezwangen die Viamala linksseitig mit mehreren aus dem Fels gehauenen Halbgalerien. Ungefähr im Bereich der heutigen Autostrassenbrücke leitete eine hölzerne Brücke den Verkehr wieder auf die rechte Rheinseite, über Reischen nach Zillis.
Im Mittelalter verlagerte sich der Fernverkehr vom Splügenpass zum vom Churer Bischof geförderten Septimerpass. 1473 beschlossen die Gemeinden Thusis, Masein und Cazis zusammen mit anderen genossenschaftlich organisierten Porten im Viamalabrief, ihren Transitweg auszubauen und fahrbar zu machen. Mit der Verlegung der Transitstrasse von der Domleschger- auf die linksrheinische Heinzenberger-Talseite und der Verbesserung des Viamala-Durchganges begann die eigentliche Entwicklung des Transit- und Säumerweges.
1738/39 wurde mit dem Bau der Wildenbrücken die Viamalastrasse am gefährlichsten Teil auf die rechte Flussseite verlegt (heutige Kantonsstrasse). Am 6. Dezember 1800 überquerten 15'000 Soldaten der „Armée des Grisons“ („Armee von Graubünden“) des Marschalls Macdonald den Splügenpass und die Cardinelloschlucht (befahrbarer Saumweg seit 1643, endgültiger Ausbau 1709) Richtung Chiavenna.
Von 1821 bis 1823 wurde die Strasse, die bisher oberhalb Thusis über den Oberen Boden nach Rongellen führte, in den Osthang des Crapteig durch das Verlorene Loch verlegt. Damit war die ganze Viamala bezwungen. Von 1818 bis 1823 wurde die «Kommerzialstrasse» über den Splügenpass erstellt.
Durch die Eröffnung der Gotthardbahn im Jahr 1882 kam der mit Pferdewagen und Kutschen bewältigte Transitverkehr über den Splügen- und San-Bernardino-Pass schlagartig zum Erliegen. Der Warentransit über die beiden Pässe brach von 14.000 Tonnen im Jahre 1856 auf 1.000 Tonnen im Jahre 1883 zusammen.
Krisen- und Kriegsjahre verhinderten die Umsetzung eines Splügen- und San-Bernardino-Bahnprojektes. Der aufkommende Benzinmotor führte 1927 zum ersten Projekt für einen San-Bernardino-Strassentunnel. Dieser konnte am 1. Dezember 1967 als erster Nationalstrassen-Alpentunnel dem Verkehr übergeben werden. Seither hat der Splügenpass seine frühere Bedeutung verloren.
Der Kultur- und Weitwanderweg Via Spluga wurde am 7. Juli 2001 mit einem historischen Umzug eröffnet.

## Bilder – von Norden nach Süden

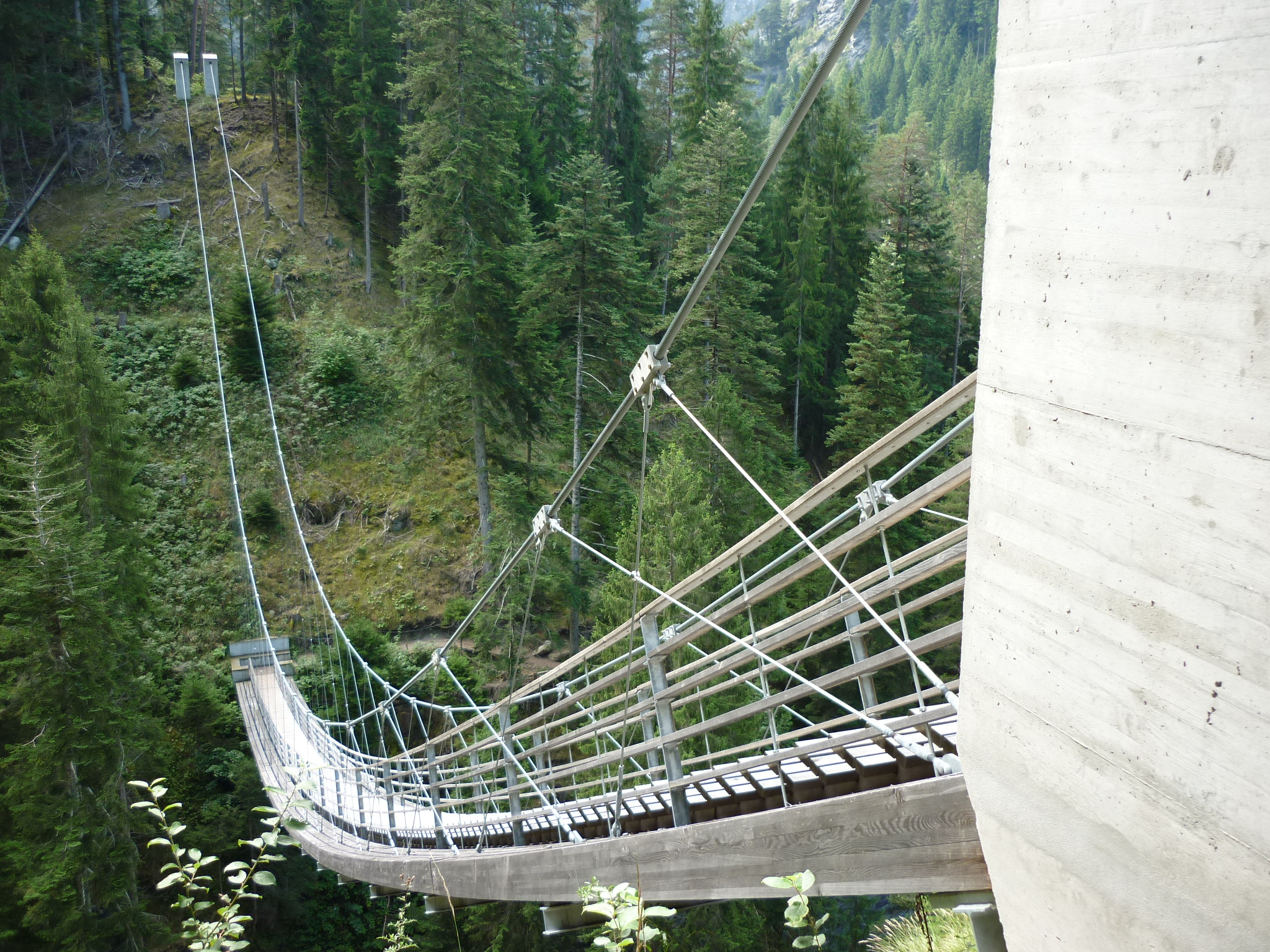
Via Traversina
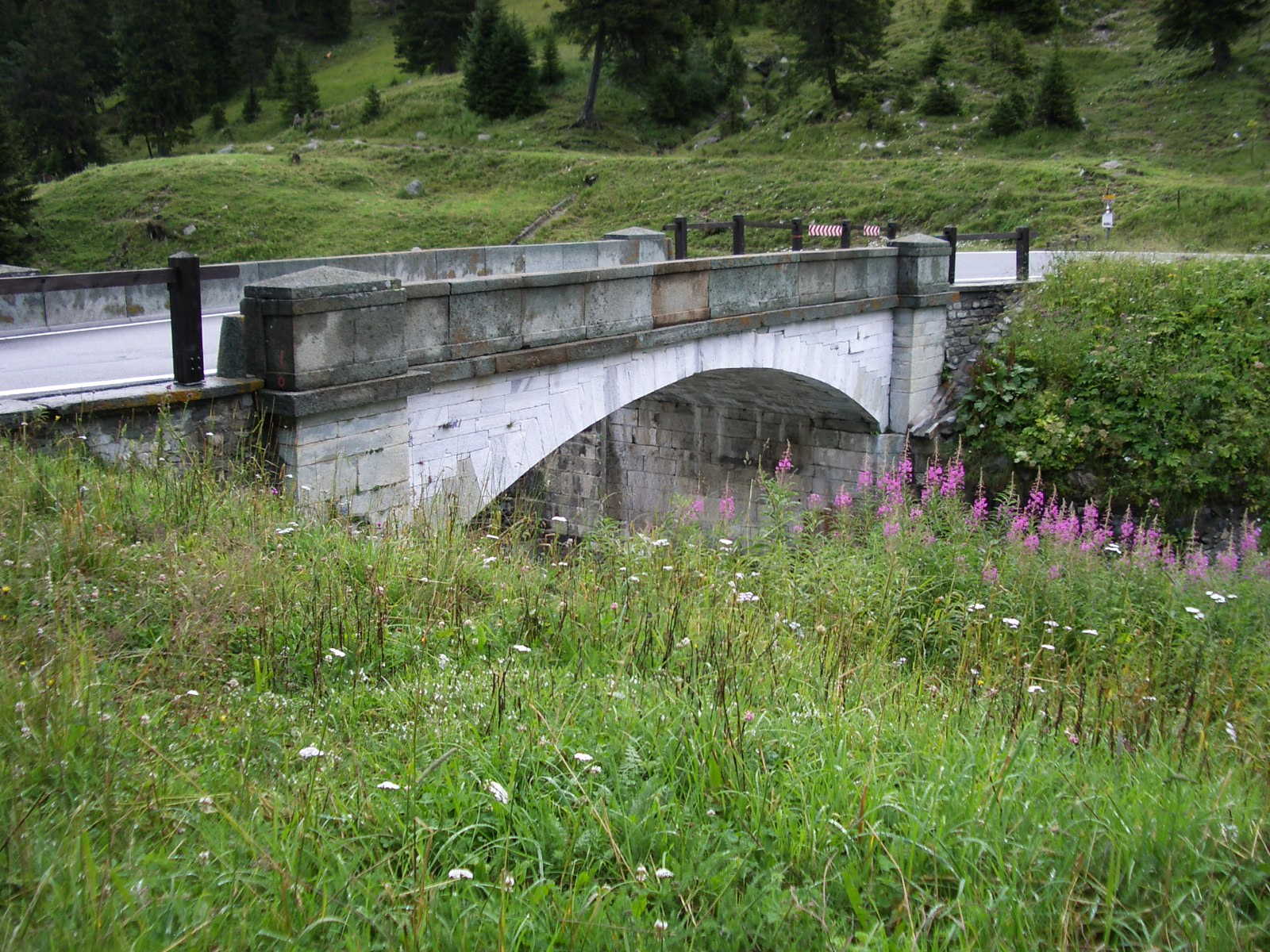
Marmorbrücke aus dem 19. Jhd.
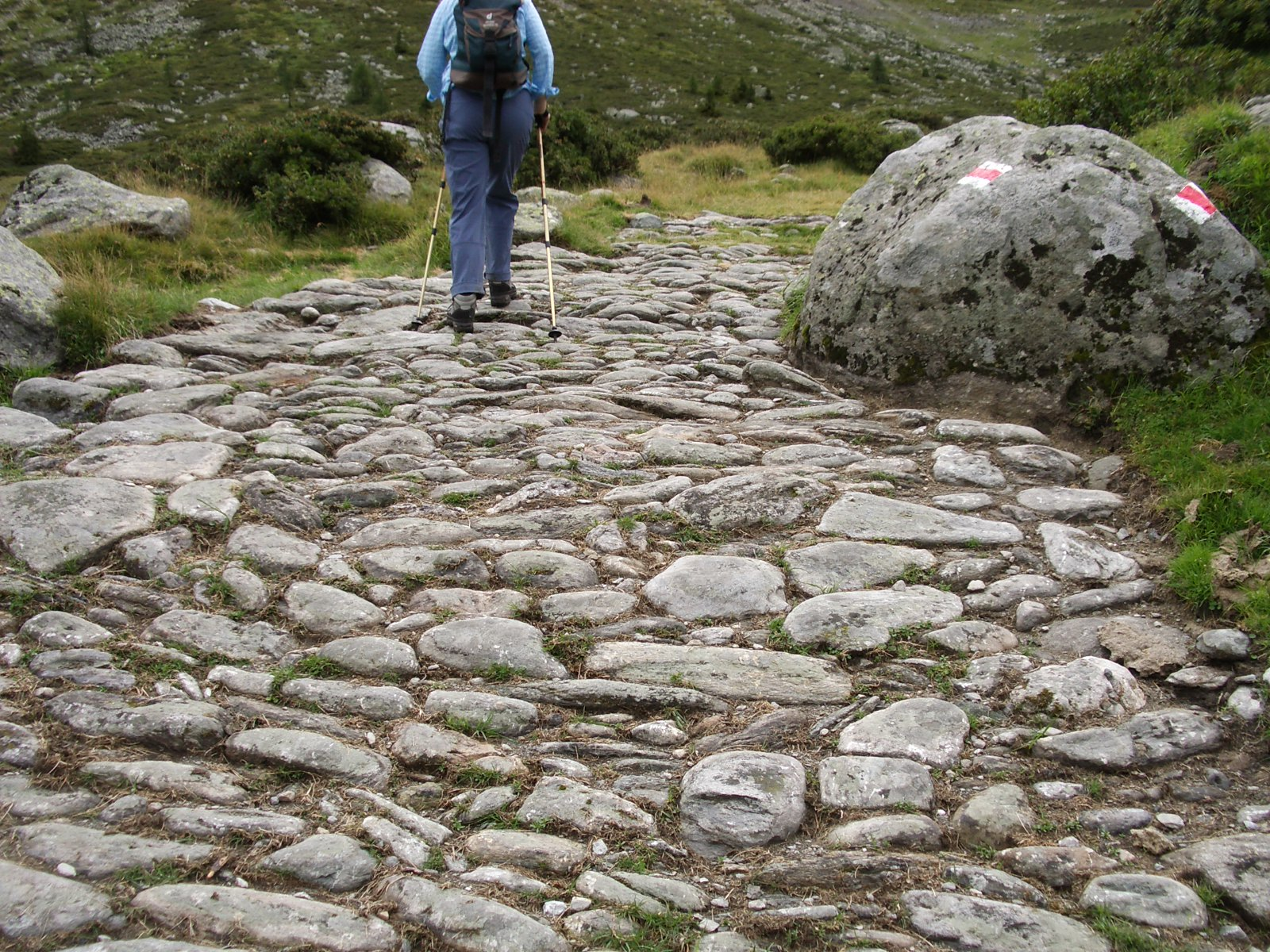
Historischer Saumpfad im Aufstieg
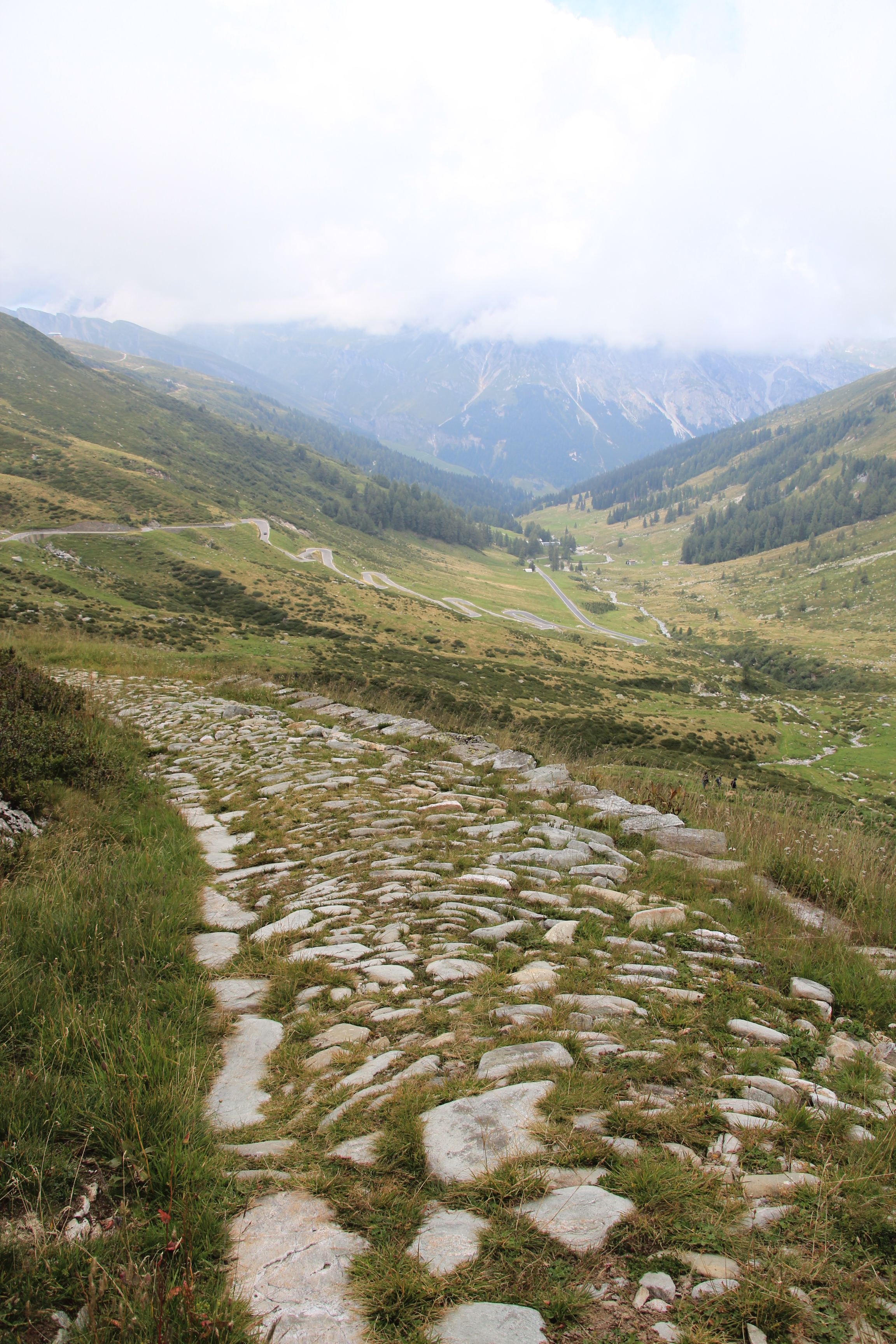
Via Spluga auf der Nordseite des Splügenpasses
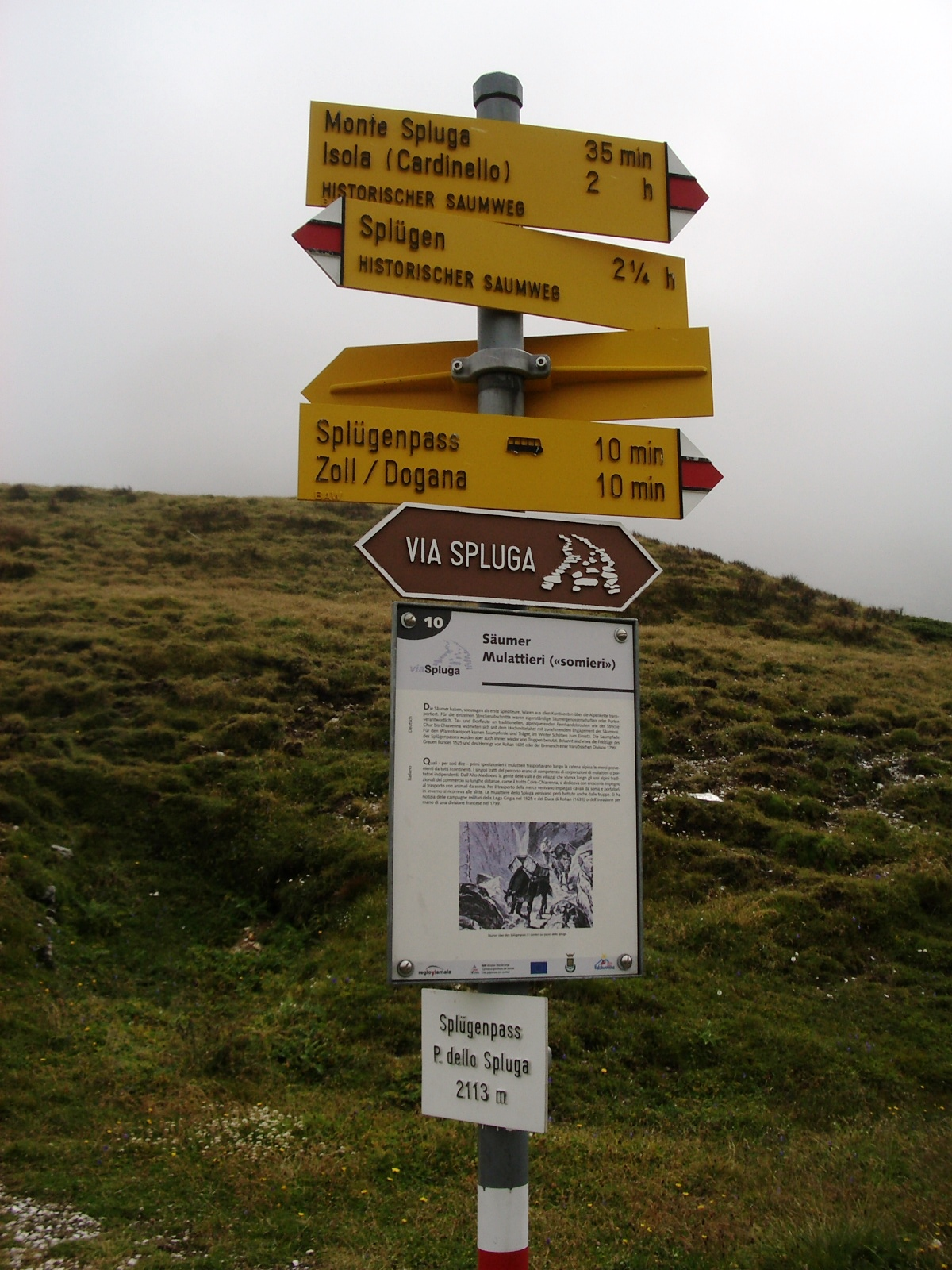
Passhöhe
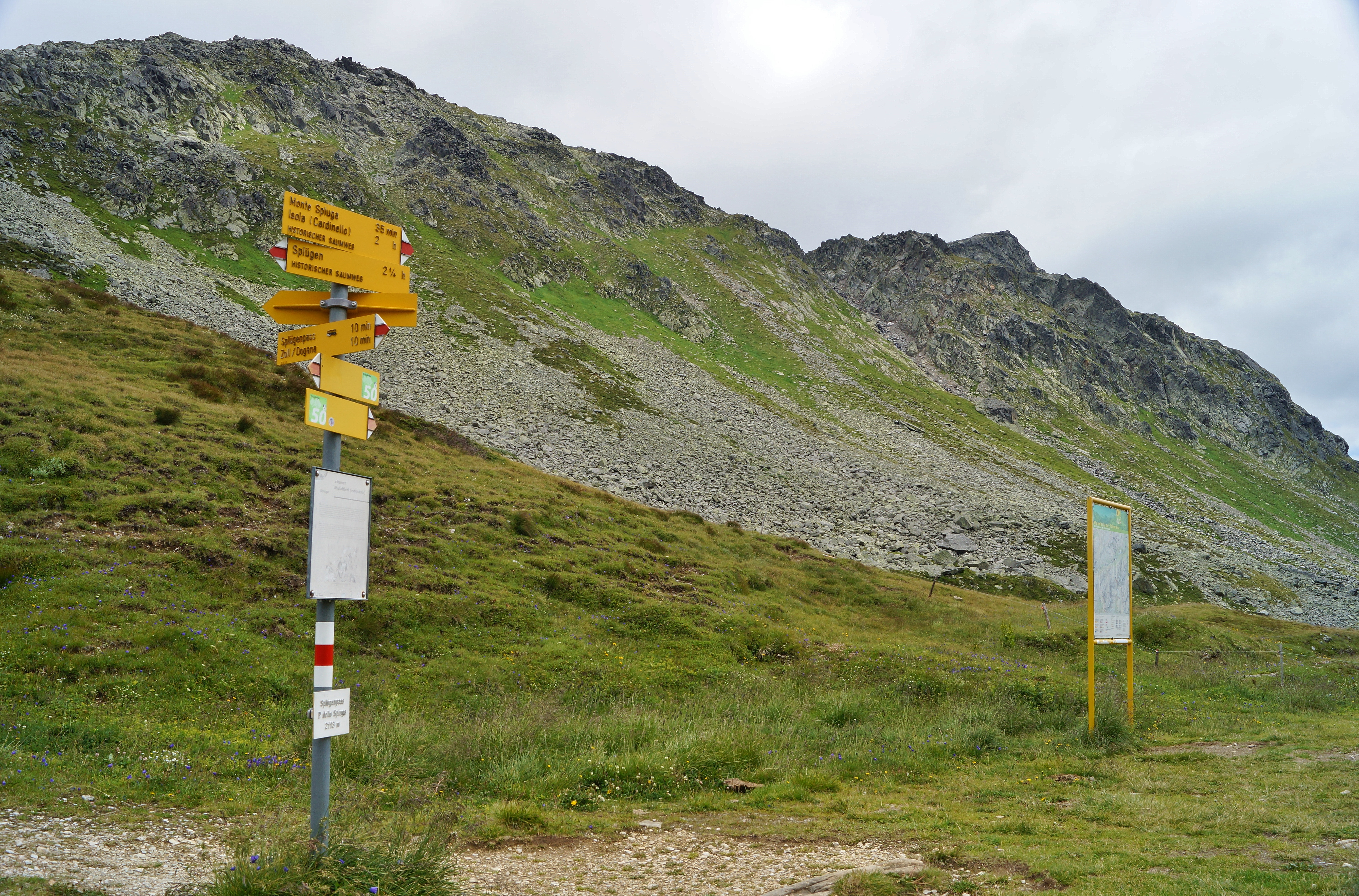
Schweizer Wegweiser & Infotafel > Südosten (I).
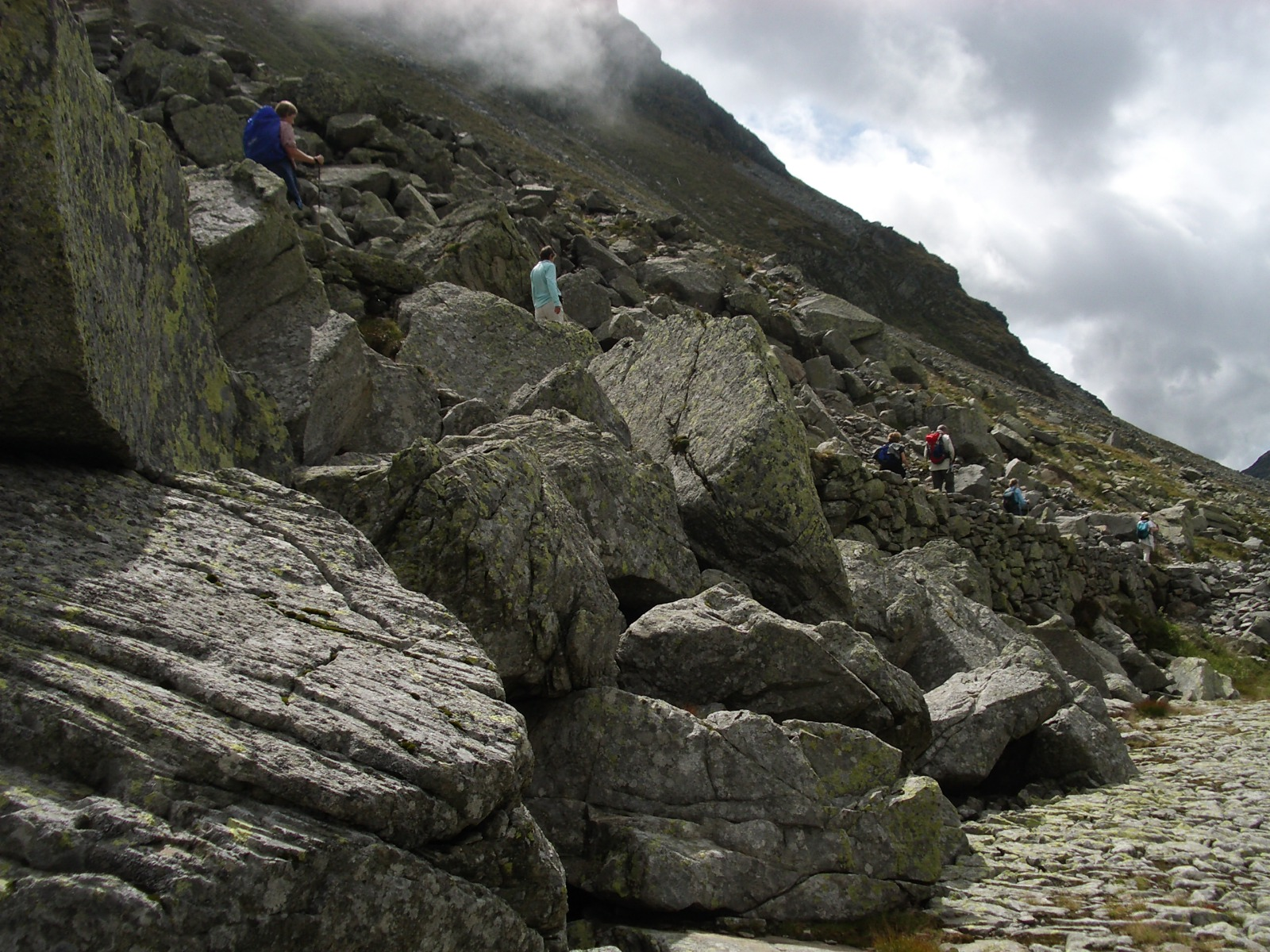
Nach der Passhöhe
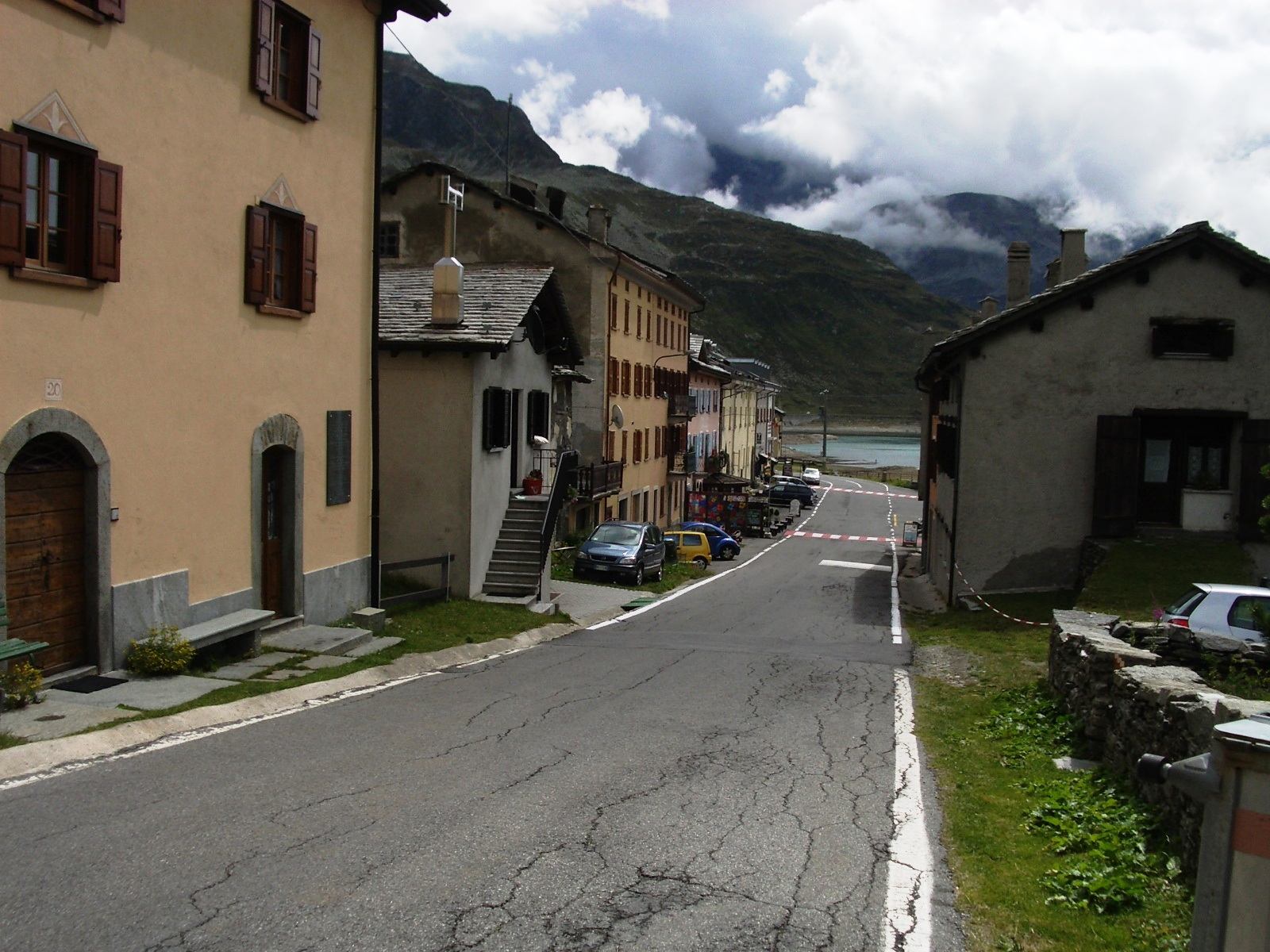
Montespluga, Italien
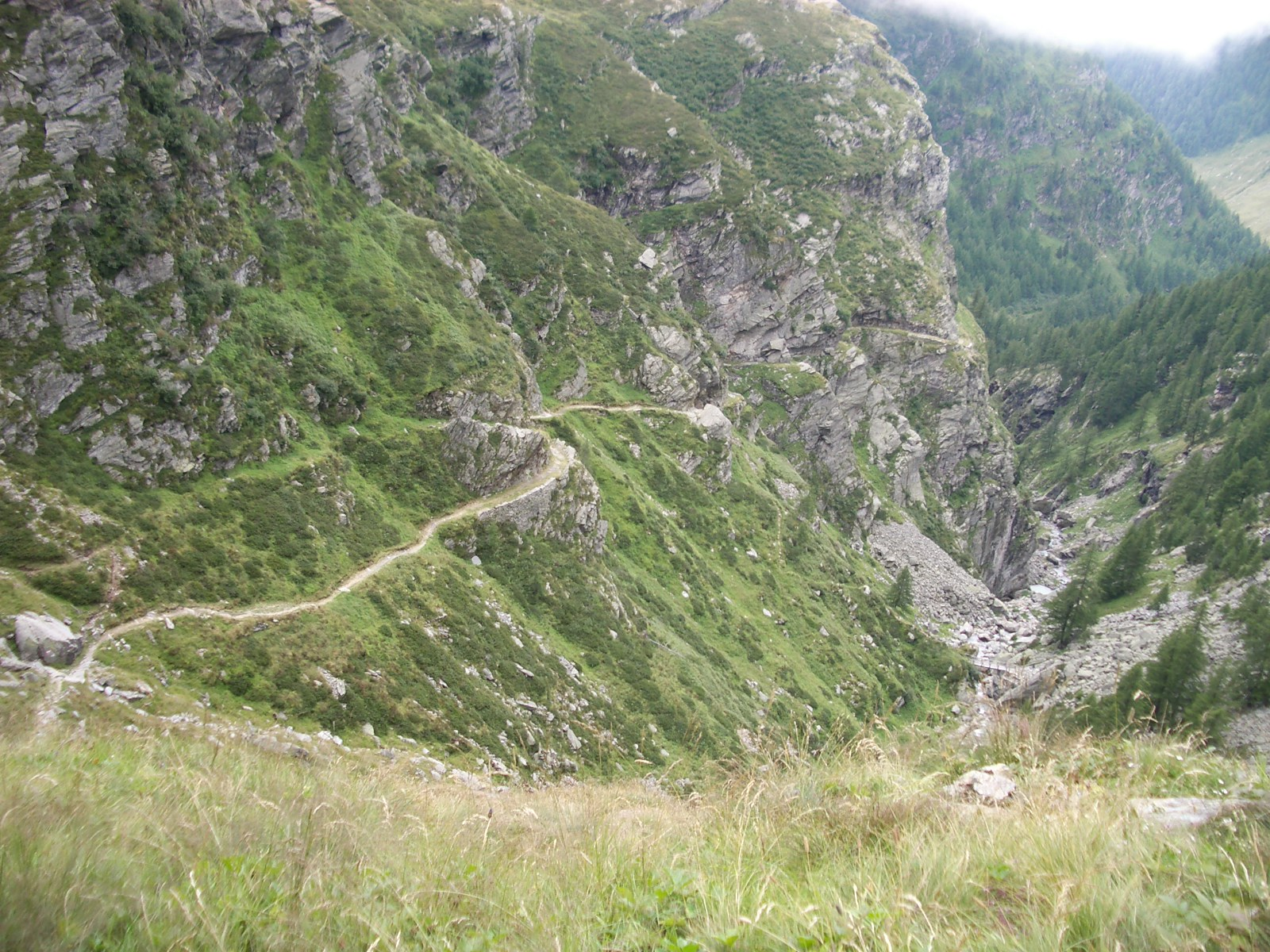
Cardinelloschlucht
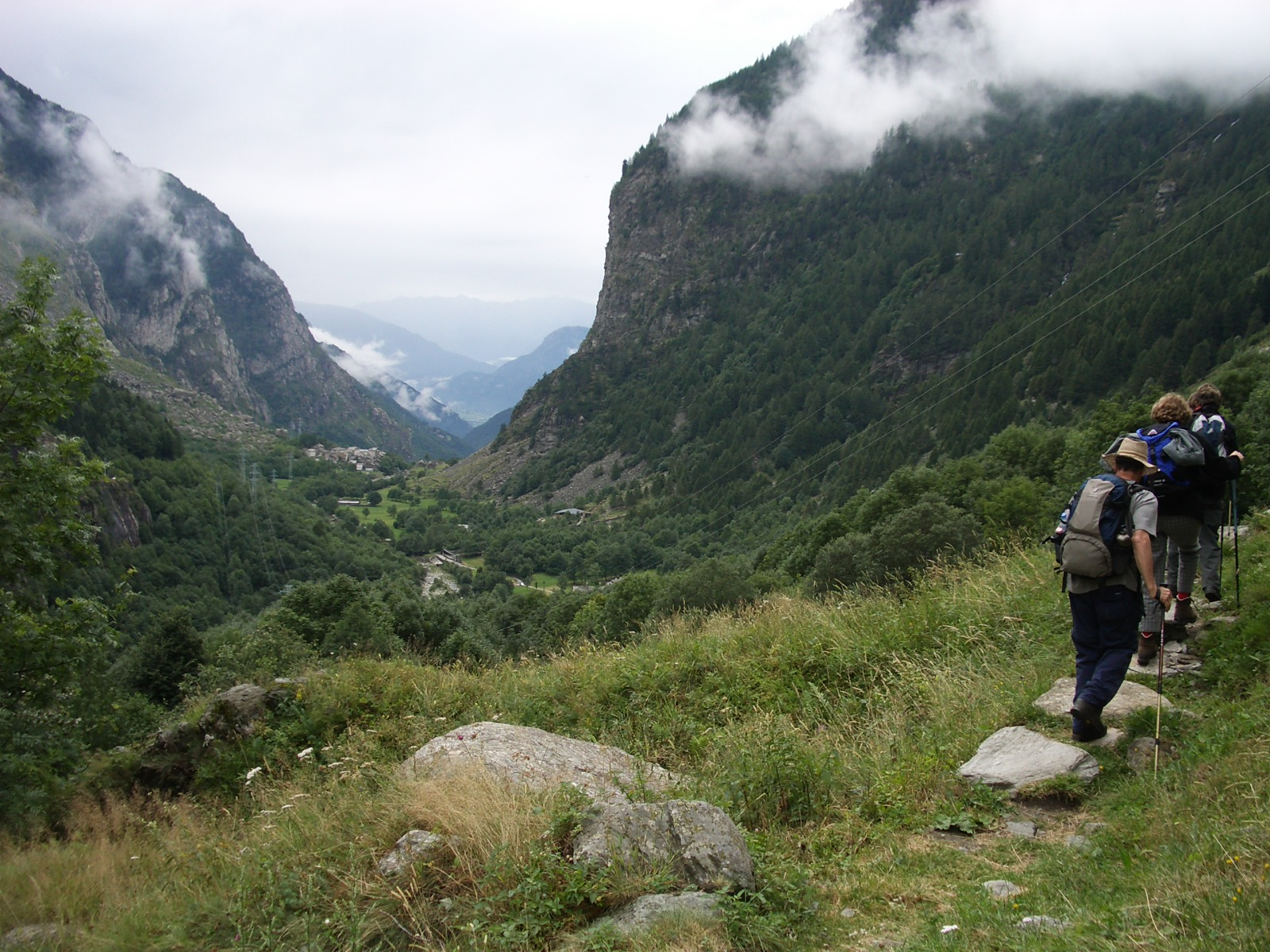
Val San Giacomo / Valchiavenna

## Orte und Sehenswürdigkeiten an der Via Spluga
| - Thusis ⊙ - Sils im Domleschg ⊙ - Burg Hohen Rätien ⊙ - Carschenna ⊙ - Traversiner Steg ⊙ - «Verlorenes Loch», erste Fahrstrasse der Bündner Alpen (1818–1823 erbaut, heute autofrei) ⊙ - Via-Mala-Schlucht ⊙ - Zillis ⊙ - Kirche St. Martin Zillis ⊙ - Donat ⊙ - Andeer ⊙ - Rofflaschlucht ⊙ - Festungsmuseum Crestawald ⊙ | - Sufers ⊙ - Burg Splügen ⊙ - Splügen ⊙ - Splügenpass ⊙ - Montespluga ⊙ - Cardinelloschlucht ⊙ - Isola ⊙ - Campodolcino ⊙ - Vho ⊙ - Gallivaggio ⊙ - San Giacomo Filippo ⊙ - Chiavenna ⊙ |